# Henrik Ellert
Henrik Ellert, född 8 augusti 1975, är en svensk före detta professionell ishockeyspelare (back).
Han har bl.a. spelat 6 grundseriematcher för Luleå HF i Elitserien, under säsongen 1994/95. 1990 spelade han för Norrbotten i TV-pucken.